# Сіам

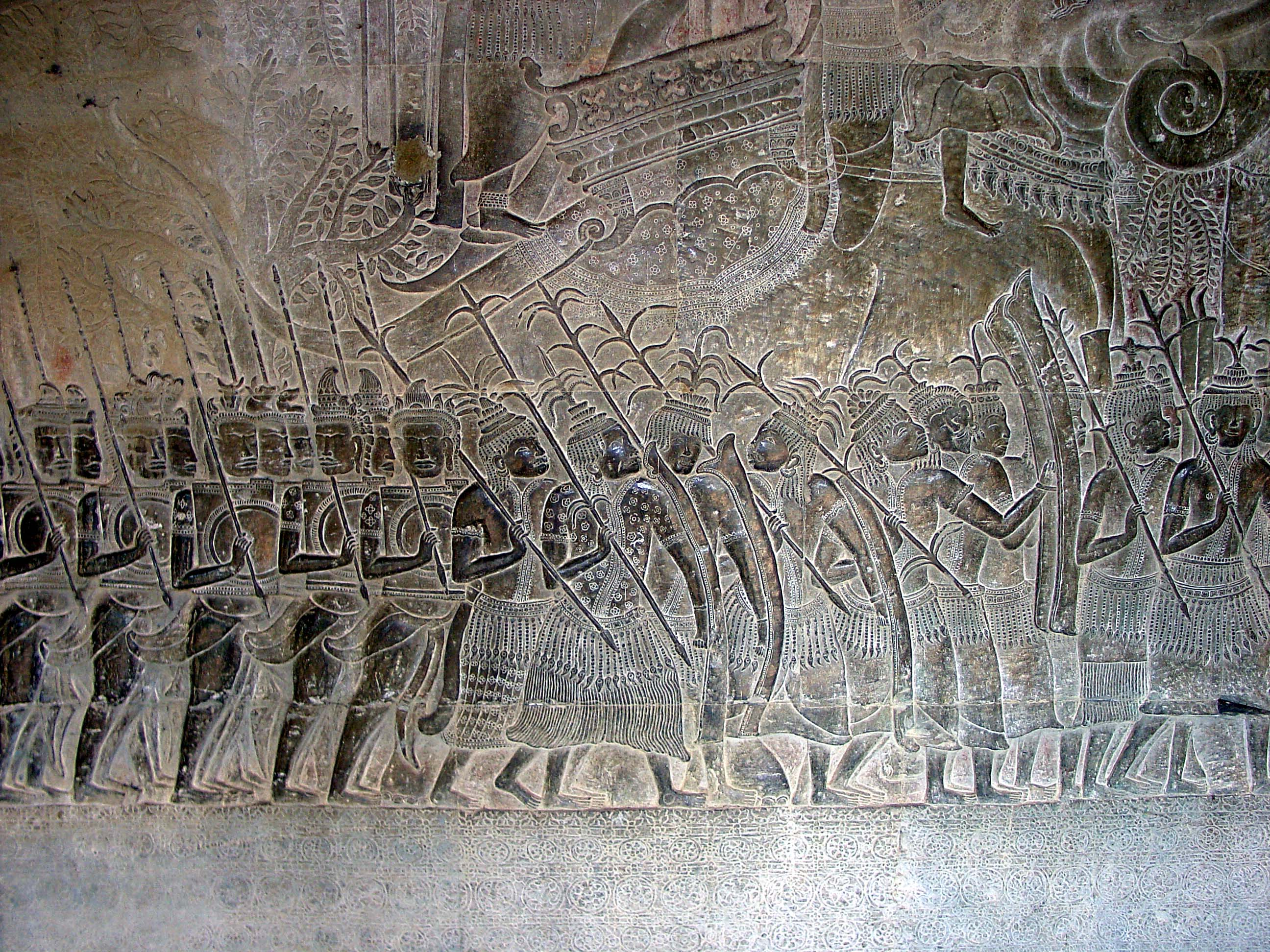
Військо сіамських найманців на барельєфі в Ангкор Ваті

підпис короля Монгкут Король Сіамський

Сіам, Мианг-Таі (тай. สยาม, вимовляєтьсяⓘ Саям) — спочатку, починаючи з 1238, зарубіжна назва тайських королівств, яке мало відсилання до національності «сіамець». Офіційно королівство називалося Сіам у період починаючи з правління короля Монгкута і аж до революції 1932 року.
Першою згадкою «Сіам», на яке люблять посилатися тайські історики, вважається барельєф кхмерського храмового комплексу Ангкор Ват, на якому якийсь Джайасінгхаварнам, який очолює війська з Лаво (зараз Лопбурі), постає перед королем кхмерської імперії Сурьяварманом II разом з групою найманців, званих Саям Кок. Перше слово Саям асоціюють з санскритським словом Sama, яке перекладається як «чорний, жовтий, золотий». Друге слово співвідноситься з річкою Кок, що протікає по півночі Таїланду. Всі разом може перекладається як «золото/чорношкірі з долини річки Кок».
Найменування Сіам може співвідноситися з наступними царствами:
- Сукхотай (1238—1438)
- Аютія (1351—1767)
- Тхонбурі (1768—1782)
- Раттанакосін (1782—1932)
- Таїланд (до 1939 та 1945—1948)

## Опис
Сіам був наймогутнішою і найбільшою тайською державою в Індокитаї, включаючи васальні держави Камбоджа, Ланна, Лаос, Пегу, а також частини Малайзії. Царство було засноване династією Phra Raung та проіснувало до 1932 року. Спочатку Королівством Сіам правили кхмери, поки в 1238 тайці не домоглися незалежності. У часи правління Рамкамхенга, сина Сі Індрадития, Сукхотхай був могутнім Королівством, що мав зв'язки з Монгольською імперією. Після смерті Рамкамхенга, Королівство Сукхотхай занепало і було завойоване Королівством Аюттхая після багаторічної війни. Аюттхая здобули Ангкор, Сукхотхай, Табмбралінга. Пізніше Королівство Аюттхая воювало з Ланна, потім з Бірмою (за часів династії Тоунгоа), і Бірма розграбувала Аюттхая. У Тхонбурі (зараз район Бангкока) правив король Пхрайя Таксін. Король Таксін вів війни з Ланною та іншими царствами, щоб возз'єднати Сіам.

## Розпад держави

Територіальні втрати Королівства Сіаму з 1867 по 1909 рік

З того часу, як члени політичної партії Кхана Ратсадон здійснили революцію 24 червня 1932 року і змінили державний режим з абсолютизму на парламентську демократію, в країні відбувалося безліч державних переворотів. Третій держсекретар Плек Пібунсонґкрам вирішив повернути народу національну незалежність. Він перейменував державу на Таїланд і змінив громадянство населення з сіамського на тайське 24 червня 1939 року. Підстава: Сіамом країну називали виключно за кордоном, і на пропозицію Японії, королівству був потрібен новий імідж. Однак прийнято вважати, що держава Сіам припинила існування у 1932 році, коли було змінено державний режим.